# Sacrario Militare del Monte Grappa
Der Sacrario Militare del Monte Grappa ist ein Kriegerdenkmal auf dem Monte Grappa in der italienischen Region Venetien. Es ist das größte italienische Beinhaus mit Gebeinen von Gefallenen des Ersten Weltkriegs. Dort ist ein Teil der Gefallenen der Schlacht von Vittorio Veneto (24. Oktober 1918 bis zum 3. bzw. 4. November 1918) bestattet.

## Geschichte
Das Bauwerk wurde ab 1932 auf dem Gipfel des Monte Grappa (1776 m s.l.m.) an der Grenze zwischen den Provinzen Treviso und Vicenza errichtet und am 22. September 1935 im Beisein von König Viktor Emanuel III. feierlich eingeweiht.
1917 bauten italienische Soldaten und Zivilisten auf Befehl von General Luigi Cadorna die Strada Cadorna, um Baumaterial, Waffen und Soldaten für die damalige Front auf den Monte Grappa bringen zu können.